# باسكال صقر
باسكال إتيان صقر، مغنية لبنانية وفنانة ثورية وأغانيها ذات تراث وطني ولدت عام 23 سبتمبر 1964 في زحلة بلبنان وهي من قرية شويفات حي العمروسية. وهي ابنة السياسي اللبناني إتيان صقر وشقيقة المغنية كارول صقر.

## سيرتها الذاتية
انبثقت موهبتها في الغناء بعمرِ الأربع سنوات، وأثر الأخوين رحباني عليها بموسيقاهما وأسلوبهما. وقد استهلت مسيرتها الاحترافية بعد ملاقاتها بالموسيقي إلياس الرحباني مصادفة بإحدى المسابقات الغنائية المدرسية. وكانت انطلاقتها الفعلية في عام 1981 من خلال عمل لإلياس.
وباسكال الحائزة على إجازة في الحقوق تأهلت من أنطوان زكا ولها ولدان وقد بدأت احتراف الغناء في العام 1981 عندما أرسلها الياس الرحباني إلى ألمانيا للمشاركة في مهرجان «روستوك» وعادت بجائزة من خلال أغنية: Oh baby.
وكان لها محطات مع الياس الرحباني ووديع الصافي "أيها الرب الاهنا " و"دنيا الهوا " وناسيتا عم اتذكرو " ومع منصور الرحباني " بدك بحرية يا ريس " ومع ملحم بركات "غربو " وبتشكيلي ع مين " ومع انطوان جبارة "أرضك الكرامي " و" وطني " ومع وجدي شيا "أنت حبيبي " و" يا حامل هما " ويمكن " وأيضا مع زكي ناصيف وجوزيف خليفة واحسان المنذر.
غابت لفترة عن وطنها بعد أن كانت المطربة الوطنية الأولى وغيابها يعود لما تعرضت له العائلة سياسياً.
جاءت عودة الفنانة اللبنانية باسكال صقر إلى الساحة الفنية بمحض الصدفة بعد أن عمد أحد الأشخاص عبر الشبكة العنكبوتية الإنترنت ويدعى سعود هبري إلى مراسلتها وعرض عليها إنتاج أعمالها خاصة التي لحنها لها الفنان إلياس الرحباني.
بدأت الإذاعات اللبنانية والعربية ببث الأغنية المنفردة الجديدة للفنانة باسكال صقر والتي تحمل عنوان “كرمالي خليك” من كلمات طلال حيدر، ألحان إيلي شويري، توزيع جورج مرعب، وتسجيل استوديو هادي شرارة.
الجدير بالذكر أن الفنانة باسكال صقر كانت قد أعادت تجديد مجموعة من أغنياتها القديمة وطرحتها ضمن البوم حمل عنوان “إشتقنالك يا بيروت” قبل عامين.
باسكال لا ترى بأنها كانت غائبة عن الساحة لتعود بهذه الأغنية، فهي لم تكن يومًا ملتزمة مع شركة إنتاج ولا يوجد إيقاع محدد لطرح أعمالها، وبمجرد أن ينضج لها عمل تطرحه لجمهورها.
وأصدرت ألبوماً جديداً لتعود بعد غياب جزئي مجددة فنها الذي أصبح فناً وطنياً خالداً.